# Joseph Defos du Rau
Pour les articles homonymes, voir Defos et Defos du Rau.
Joseph Defos du Rau, né le 8 avril 1884 à Dax et mort le 26 mai 1970 dans la même ville, est un avocat et homme politique français. 
Vétéran de la Première Guerre mondiale, il est républicain et démocrate-chrétien. Il est député des Landes de 1919 à 1924, puis de 1945 à 1956, maire de Gamarde-les-Bains de 1935 à 1947 et conseiller municipal de Dax de 1910 à 1929 (maire adjoint à partir de 1924).

## Biographie

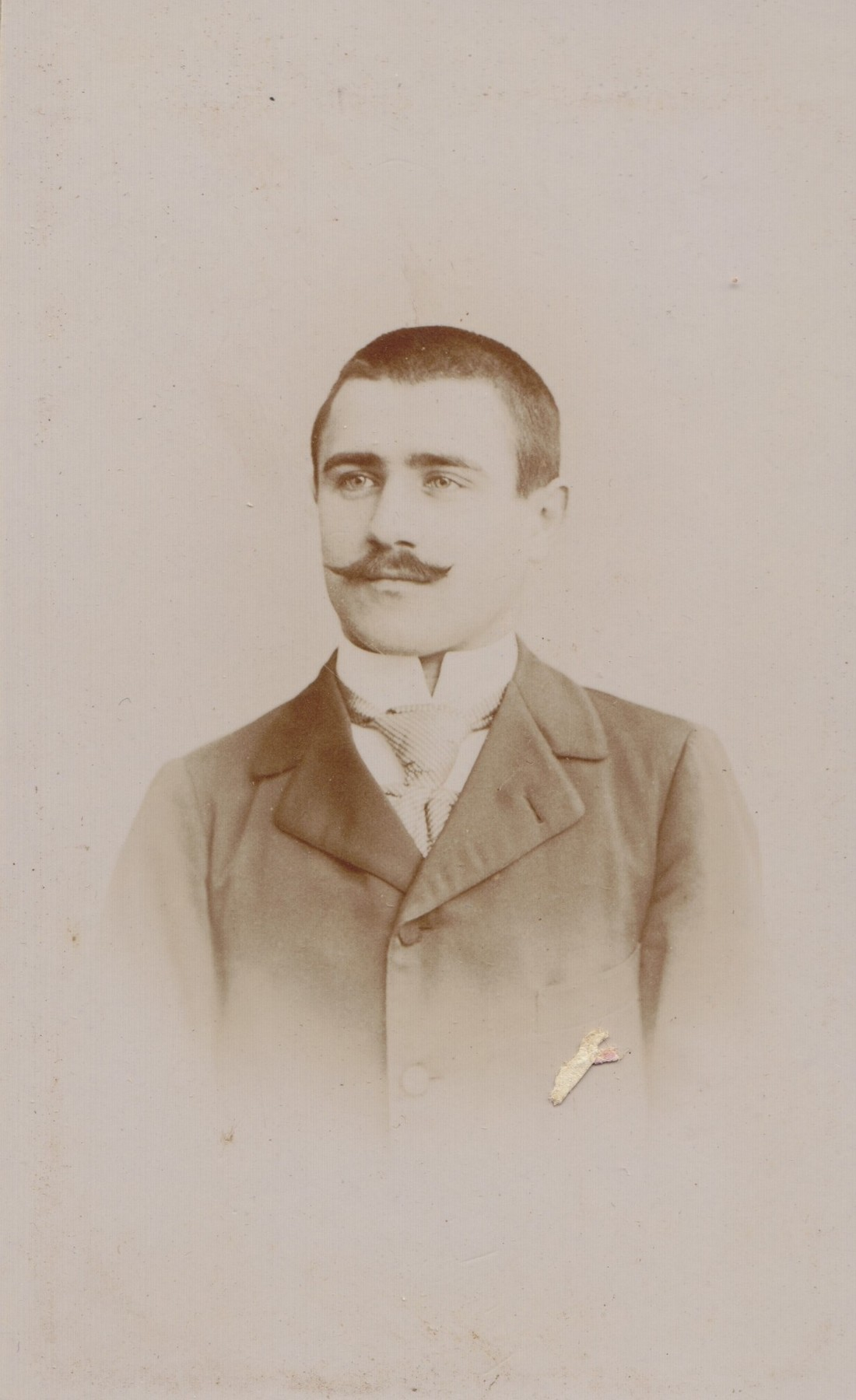
Joseph Defos du Rau en 1904.

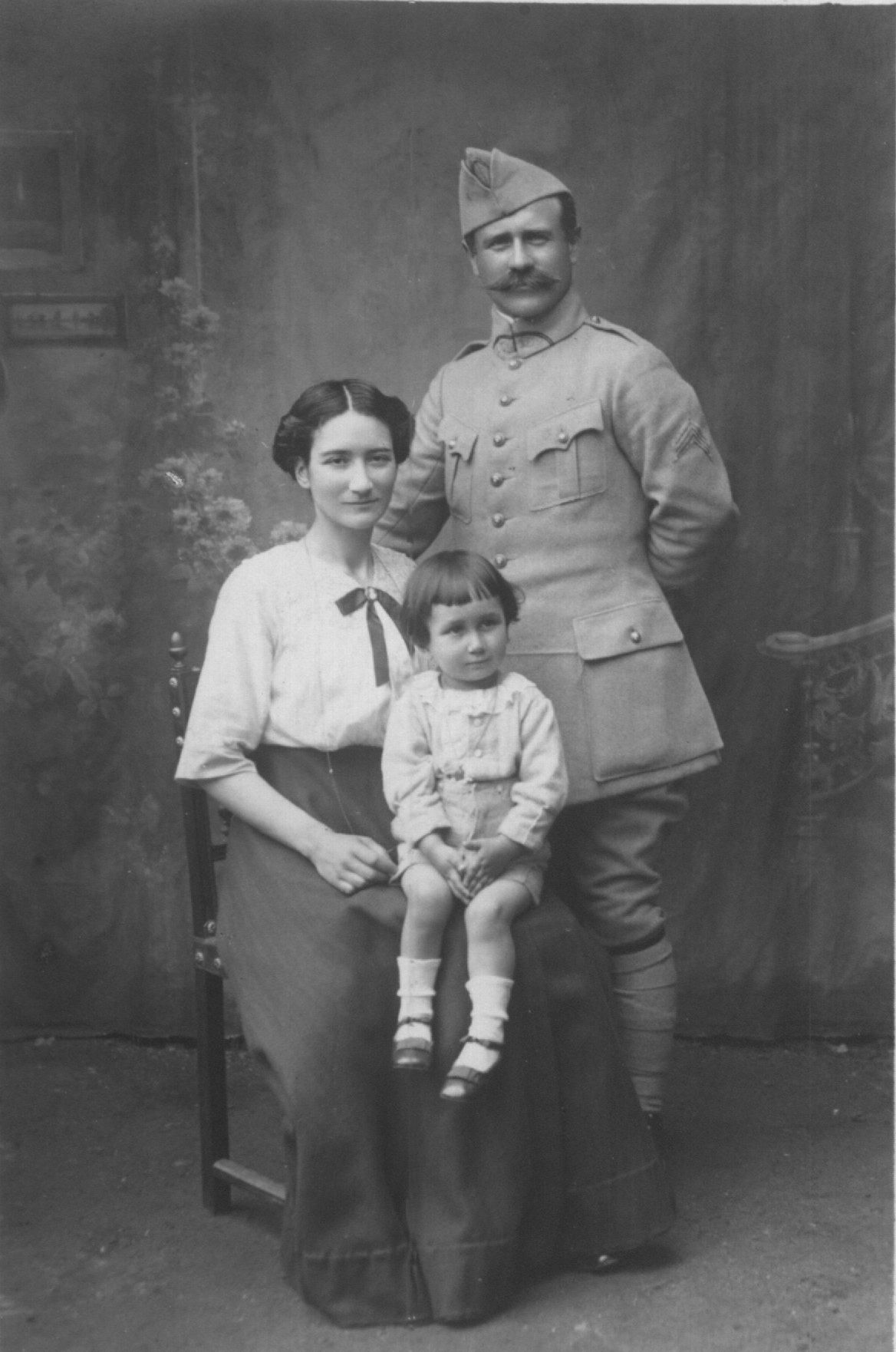
Joseph Defos du Rau et sa famille en 1916.

Joseph Defos du Rau naît le 8 avril 1884 à Dax dans une vieille famille dont sont issus notamment des militaires et des universitaires. Il effectue ses études primaires et secondaires à Dax puis étudie le droit à la faculté de Bordeaux. En 1909, il épouse la fille de Xavier Arnozan, avec qui il a cinq enfants. Il devient avocat au barreau de Dax et fonde son cabinet la même année. Toujours en 1909, il défend les gemmeurs grévistes du Marensin. Il fait son service militaire de 1905 à 1906 au sein du 27e bataillon de chasseurs alpins. Il est mobilisé en 1914 sans grade, puis gravit les échelons pour devenir sergent, caporal puis aspirant. Pendant les combats, il est gravement blessé, et est évalué mutilé à 60 % puis 95 %. Il obtient la croix de guerre 1914-1918 et la médaille militaire. Il est, de 1920 à 1958, président des médaillés militaires des Landes. Il est élu bâtonnier du barreau de Dax en 1923, et président de la Caisse d’épargne. Il est le père du géographe Jean Defos du Rau et de l’avocat et homme politique Xavier Defos du Rau, candidat malheureux lors de quatre élections législatives et féroce adversaire de Max Moras au conseil municipal de Dax. 

### Carrière politique

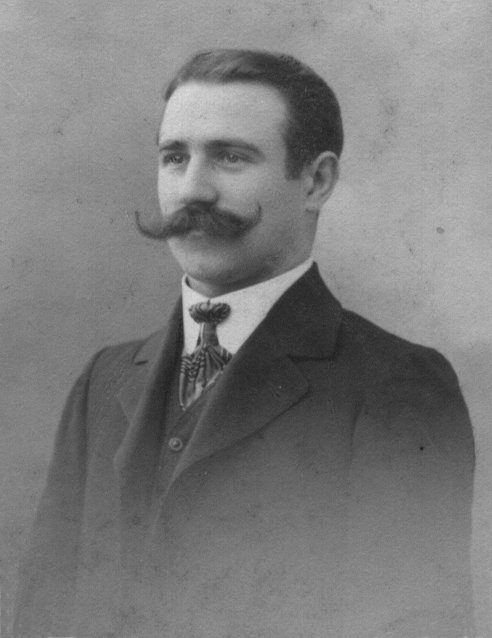
Joseph Defos du Rau en 1909.

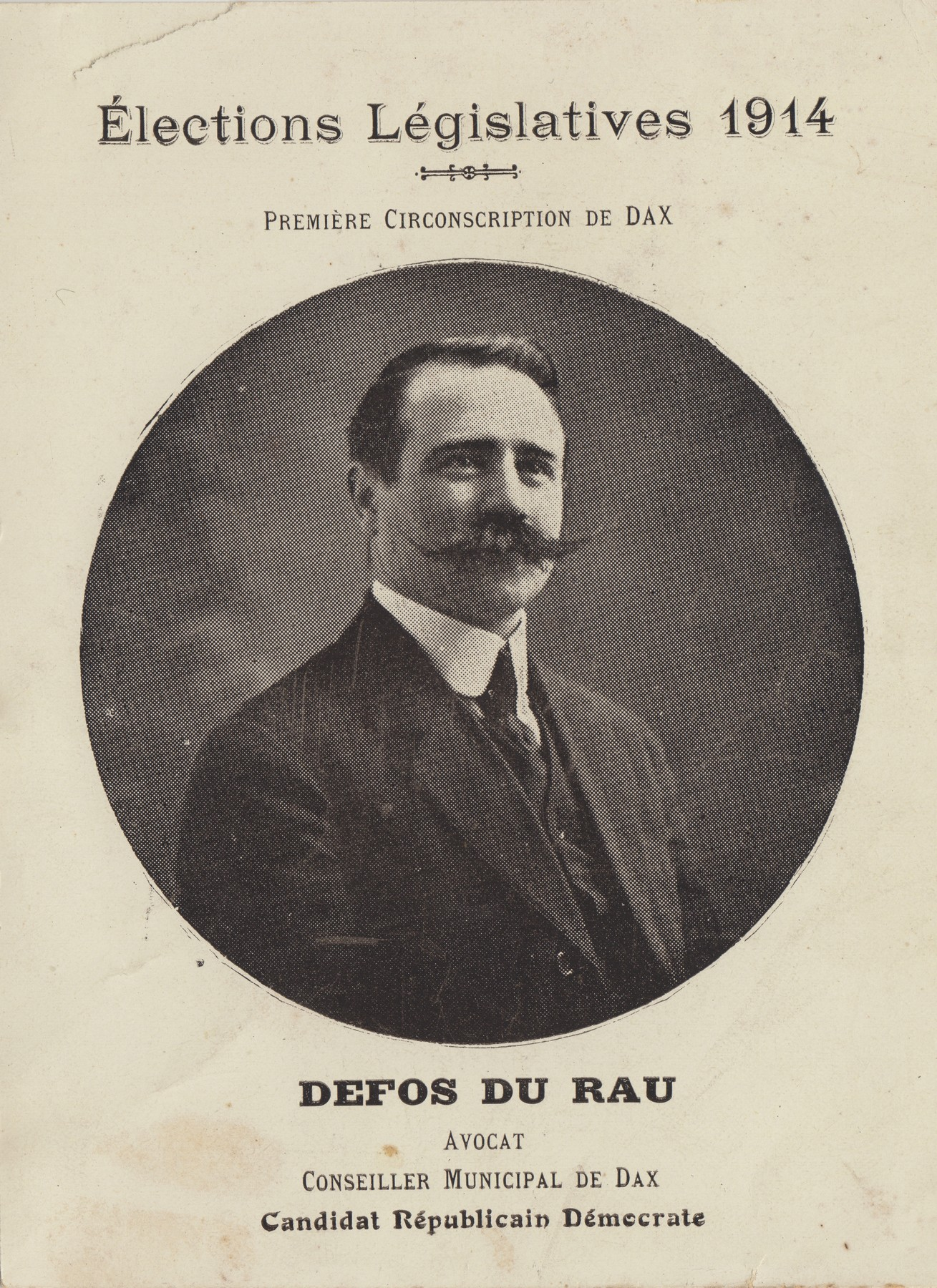
Affiche électorale pour les élections législatives de 1914.

Dès ses dix-neuf ans, il s’engage politiquement et socialement. Il est membre d’un cercle d’étudiants et ouvrier de discussion sur les thèmes sociaux, intègre le Sillon (il est notamment ami de Marc Sangnier) puis la ligue de la jeune République. Il s’intègre dans la lignée des démocrates chrétiens et sociaux. Il s’implique dans la presse et dans des conférences pour promouvoir le syndicalisme et l’éducation démocratique. De 1910 à 1929, il est conseiller municipal de Dax, et adjoint au maire de 1924 à 1929. Il participe pour la première fois aux élections législatives en 1914 dans la circonscription de Dax, où il est défait par Georges Jean Albert Chaulet (GR) bien qu’il ait obtenu 6 010 voix sur 13 872 votants. En 1919, à la tête d’une liste républicaine d’union et de réorganisation nationale, il est élu député avec 16 543 voix sur 66 537 votants. 
À l’Assemblée nationale, il siège au sein du groupe Action républicaine et sociale et est membre de la commission des Finances et de celle chargée d’examiner un projet de loi relatif à la composition de la cour de justice. Il dépose plusieurs propositions de loi : un texte visant à accorder une indemnité pour plus-value aux fermiers et aux métayers en 1920, un concernant la prorogation des baux ruraux en 1920 et un relatif au recouvrement de l’impôt sur le revenu en 1924. En 1921, il est chargé d’un rapport pour projet de loi relatif à l'exploitation de la résine en Gascogne. En tant que membre de la commission des Finances, il présente le rapport spécial sur le budget des pensions lors des discussions du budget de 1921, 1922, 1923 et 1924. Il est élu secrétaire de la Chambre en 1922, 1923 et 1924, vice-président du groupe des députés mutilés de guerre et membre du conseil d'administration de l'Office national des victimes de la guerre. 
En 1924, il mène une liste républicaine et démocratique et est défait par les radicaux et socialistes malgré un score de 21 692 voix sur 72 204 votants. En 1928, il échoue à nouveau face à Robert Lassalle (rad-soc) en obtenant 9 490 voix sur 22 170 dans la circonscription de Dax. Malgré ses défaites aux élections législatives, il continue à s’impliquer dans la vie de partis d’inspiration démocrate-chrétienne ou démocrate-populaire. Il est maire de Gamarde-les-Bains de 1935 à 1947 et vice-président de l’association des maires de l’arrondissement de Dax. Il est résistant actif et membre d’un comité cantonal de libération en 1944. Aux élections constituantes de 1945, il est élu grâce à 31 642 voix sur 126 759. 
Il est membre de la commission des Pensions. En 1945, il dépose un rapport invitant le gouvernement à rapatrier au plus vite les Alsaciens et Lorrains détenus par les armées alliées. Lors des élections constituantes de 1946, investi par le mouvement républicain populaire, il est réélu, obtenant 40 451 voix sur 126 759. Il est membre de la commission des pensions, de la commission de grâce amnistiante en Algérie et de la commission de la justice. Aux élections législatives de 1946, il est réélu avec 32 776 voix sur 127 790 toujours sous l’égide du MRP. Il est membre de la commission de Justice et de la commission du suffrage universel, dont il est président de 1949 à 1950 et vice-président en 1951. Il effectue de nombreuses propositions de loi et est rapporteur de nombreux débats. En 1949, il interpelle le gouvernement sur la pollution des eaux de l’Adour par des papeteries et sur l’incendie de la forêt des Landes. Il est nommé juge suppléant et juré à la haute cour de justice. 
Il est réélu en 1951 à la tête d’une liste MRP. Il obtient 20 648 voix sur 127 190. Il devient alors vice-président de la commission du suffrage universel. Il prend part à de nombreux débats et fait plusieurs propositions de loi. Il est nommé juge titulaire à la haute cour de justice en 1951. Il est rapporteur de la proposition de révision de la constitution et se bat pour le droit de vote des Algériens.   
Il n’est pas réélu aux élections de 1956, obtenant 22 194 voix sur 137 589. Il se retire à Dax et est fait commandeur du Mérite social. Il meurt le 26 mai 1970 à Dax.